# リメリック
リメリック（またはリマリック、リムリック、limerick）は厳格な形式を持つ五行詩で、滑稽五行詩、五行戯詩とも呼ばれる。イギリスでは、エドワード・リアによって広まった。リメリック詩はウィットに富んだものやユーモラスなものであることが多く、時には笑いを目的とした猥褻なものもある。

## 形式
リメリック詩は5行から成っていて、押韻構成は一般に「AABBA」となる。韻脚の数は第1・2・5行は3つ（三歩格）、第3・4行は2つ（二歩格）。韻脚の種類はさまざまだが、最も典型的なものは、弱強弱格（Amphibrach）と弱強格（アナパイストス）である。
第1行では伝統的に、人物と場所（地名）が紹介され、行の最後には地名がきて、押韻される。初期のリメリック詩では、しばしば第5行は第1行の繰り返しだったが、これは今では慣習的ではない。
There was a young lady from Riga, - (A)
who smiled as she rode on a tiger. - (A)
They returned from the ride - (B)
with the lady inside - (B)
and the smile on the face of the tiger. - (A)
-- 作者不詳。大意「リーガ（地名）出身の若い淑女がおりまして/虎にまたがり微笑みました/乗虎から戻った時/淑女は虎の中にいて/虎の顔には微笑みが」
リメリックにおいて、第1行で普通の会話のアクセントが歪められることがあり、それはこの形式の特徴として言えるかも知れない。「There WAS a young MAN from the COAST;」、「There ONCE was a GIRL from DeTROIT..」。ガーション・レグマン（Gershon Legman）はこれを慣習としたが、それによって、韻律は正当性とともに乱される。地名、特に風変わりな地名の利己的な使用も一般的で、これは学校で教わった正当性を堕落させる目的で、地理の授業で習った記憶から引っ張り出されたものだと考えられている。レグマンは、リメリックのやりとりは比較的教養のある男性に限定されるとした（レグマンによれば、リメリックの中で、女性はもっぱら「悪者か犠牲者」として描かれる）。最も珍重されたリメリックはある種のねじれを含んでいる。それは第5行か、あるいは押韻を意図的にゆがめる方法の中にか、またはその両方に現れる。さらに多くのリメリックは、中間韻、頭韻法、類韻、つまり言葉遊びの諸要素を持っている。そのいくつかは、リメリックの厳格な形式を使うことで、聞き手に結末（特に猥褻か衝撃的であるもの）を予想させ、最後はそれを裏切ることでユーモアを引き起こす。
There once was a lady from Bude
Who went swimming one day in the lake.
A man in a punt
Stuck his pole in the water
And said "You can't swim here -- it's private."
大意「Bude出身の淑女がおりまして/ある日湖に泳ぎに行きました/パント舟にいた男が/自分の竿を水中で支えて/言いました。「貴女はここで泳いではいけません……ここは私有地です」」
リメリック形式の韻文は時々リフレイン形式と結びついて、猥褻な韻文を持つことの多い伝統的でユーモラスな酒盛りの歌（Drinking song）「リメリック・ソング」（Limerick song）を形成する。

## 名前の起源
この形式の詩に使われる「リメリック」という名称の起源ははっきりしていない。イングランドの文献で最初にその言葉が使われたのは1898年のことである（『New English Dictionary』）。アメリカ合衆国では1902年である。一般には、アイルランドのリムリック県（とくにクルーム Croom という村）への言及であるとされる。ナンセンス詩（Nonsense verse）の室内ゲーム（Parlour game）の初期の形式が由来かも知れない。それは伝統的に、「Come all the way up to Limerick?」（このリメリックはアイルランドの地名を指す）で終わるリフレインを含んでいた。

## 歴史
リメリック形式の歴史は数百年前まで遡ることができる。記録に残されたもので、この韻律パターンで書かれた最古のものは13世紀のトマス・アクィナスのものである。
Sit vitiorum meorum evacuatio
Concupiscentae et libidinis exterminatio,
Caritatis et patientiae,
Humilitatis et obedientiae,
Omniumque virtutum augmentatio.
大意「我が悪徳を空にしたまえ/欲望と煩悩を追い払いたまえ/施しと忍耐/謙遜と恭順/あらゆる美徳を大きくしたまえ」
以降のリメリックはユーモアや風刺と関係した。イングランド女王エリザベス1世の作った『The doubt of future foes』という詩はリメリックを予期する韻律の構造を有していた。しかし、押韻構成は二行連だった。
The doubt of future foes exiles my present joy,
And wit me warns to shun such snares as threaten mine annoy;
大意「未来の敵に対する疑いは私の現在の喜びを追い払う/そして、私を悩ますおそれのある、そのような罠を避けるよう、私に知らせる」
1600年頃にリメリック形式で書かれた『ベドレムのトム（Tom o' Bedlam）』の中の韻文は、第3行と第4行の間に中間韻を導入した。
次に挙げるフランスの例は、ジェイムズ・ボズウェルがその著書『サミュエル・ジョンソン伝』に引用しているもので、1716年のものである。現在のリメリックの押韻構成「AABBA」を完全に満たしている。
On s'étonne ici que Caliste
Ait pris l'habit de Moliniste
Puisque cette jeune beauté
Ôte à chacun sa liberté
N'est-ce pas une Janséniste?
大意「思いもしなかった、Calisteが/モリノス主義の恰好をするなんて/彼女の美貌は/我等の自由意志を取り除く/彼女はヤンセン主義者ではなかったのか？」（この詩は、自由意志をめぐってのミゲル・デ・モリノス（Miguel de Molinos）派とコルネリウス・ヤンセン派の激しい論争に言及したものである。ボズウェルによると「Caliste」という若い淑女は、（モリノスが属した）イエズス会士の正装で仮面舞踏会に現れたということである）
メアリー・クーパーの1744年の本『親指トムのかわいい歌の本（Tommy Thumb's Pretty Song Book）』第2集の中に、リメリック形式で書かれた『ヒッコリー・ディッコリー・ドック』という詩がある。これは印刷された最初の絵入りのリメリック詩である。
Hickere, Dickere Dock,
A Mouse ran up the Clock,
The Clock Struck One,
The Mouse fell down,
And Hickere Dickere Dock.
大意「チク、タク、ボーン/ネズミが1匹時計をあがった/時計が1つ鳴ったので/ネズミは下に落っこちた/チク、タク、ボーン」
リメリック形式がイギリスで広く注目されたのは19世紀初期になってからである。ただし、リメリックとはまだ呼ばれていなかった。そのきっかけになった本は、『The History of Sixteen Wonderful Old Women, illustrated by as many engravings: exhibiting their Principal Eccentricities and Amusements』（1820年。作者不詳。出版はジョン・ハリスとその息子）だった。続いてすぐに、『Anecdotes and Adventures of Fifteen Gentlemen』、『Anecdotes and Adventures of Fifteen Young Ladies』（ともに出版はジョン・マーシャル。挿絵はロバート・クルックシャンク。おそらく著者はリチャード・スクラフトン・シャープ）が出た。

## エドワード・リア

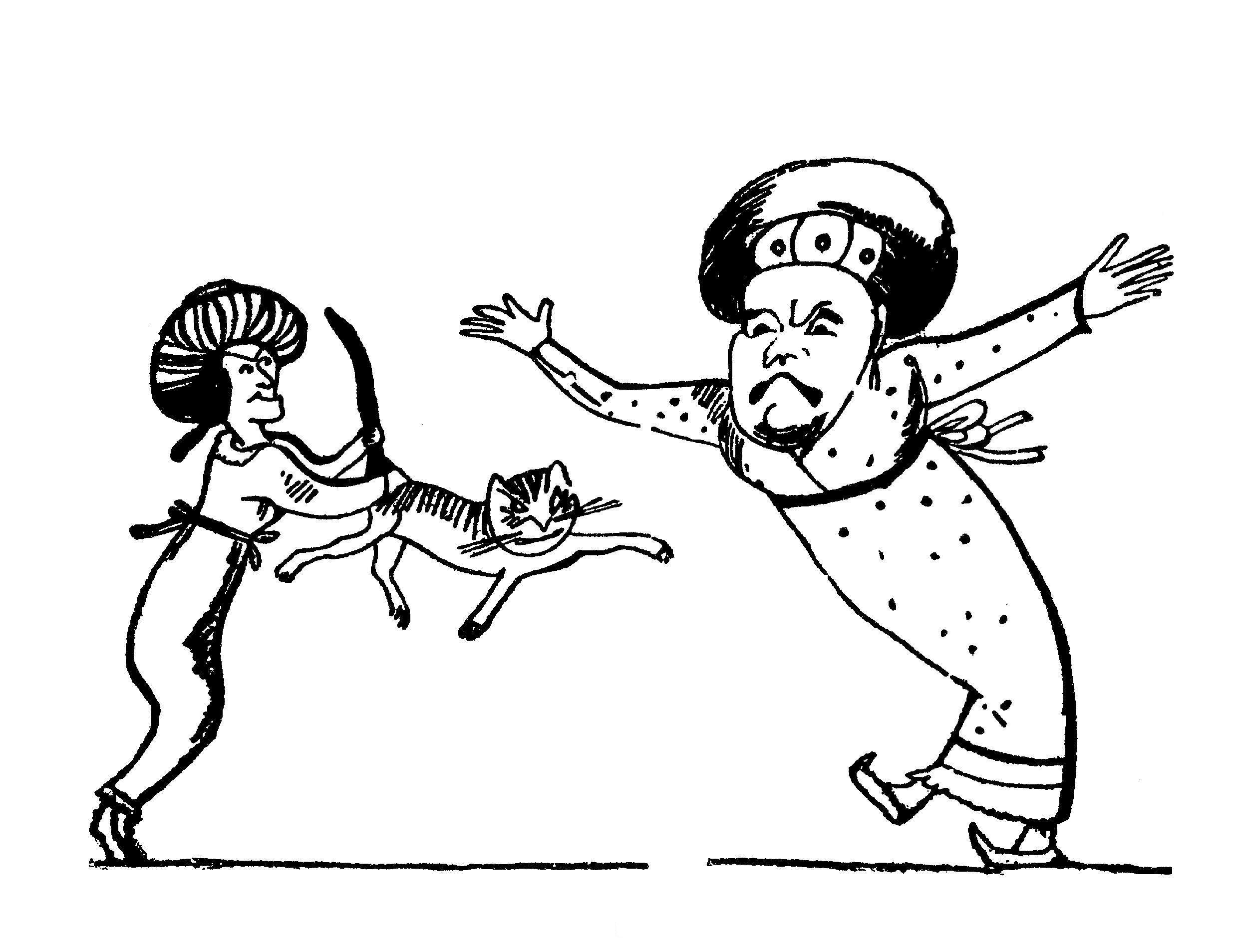
エドワード・リア『ナンセンスの絵本』から『There was a Young Person of Smyrna』の挿絵

リメリック形式を大衆化したのは、エドワード・リアの書いた『ナンセンスの絵本』（1846年）ならびに『More Nonsense Songs, Pictures, etc.』（1872年）だった。リアの書いた212のリメリック詩は大部分がナンセンス詩だった。当時リメリック詩は、同じ題材の不条理なイラストがついて、一種の結論である最終行には普通最初の行の最後の言葉の異綴を使う、というのが慣例だった。
There was a Young Person of Smyrna
Whose grandmother threatened to burn her;
But she seized on the cat, and said, 'Granny, burn that!
You incongruous old woman of Smyrna!'
大意「スミュルナの若い女性がおりまして/お祖母さんから「燃やしてやる」と脅されました/彼女は猫をつかまえて言いました。「おばあちゃん、燃やすならこれ!/あなたはスミュルナの場違いな老婆!」」
リアのリメリック詩はしばしば3行か4行で活字に組まれる（実際は3行目が「But she seized on the cat,」と「and said, 'Granny, burn that!」に分かれる）。挿絵の下のスペースに掲載するためである。
＊『学ぶ力を育てる学校図書館の活用』(笠原良郎編、鈴木喜代春編）の中の三年国語科で19世紀半ばのイギリスで流行ったエドワード・リアのリメリックが石井雅子により取り上げられ、記述されている他、ロジャー・パルバース著柴田元幸訳で『五行でわかる日本文学（リメリック）』も出版された。

## バリエーション

### 綴りと発音
英語での綴りと発音の間の特異なつながりはスコットランドのものにも見つかる。
A lively young damsel named Menzies
Inquired: "Do you know what this thenzies?"
Her aunt, with a gasp,
Replied: "It's a wasp,
And you're holding the end where the stenzies."
大意「Menziesという名前の陽気な若いお嬢さん/「このthenziesが何かご存じ?」と聞いた/喘ぎながら叔母が/答えた。「ハチよ。/あなたは詩節の終わりを握っている」
「Menzies 」という名前の発音は実は「ˈmɪŋɪs（ミンギス）」である。綴りだけだと「AABBA」の押韻構成に見えるが、実際に発音すると「BABBA」になる。

### アンチ・リメリック
リメリックそれ自体にねじれと応用を与えた詩のサブジャンルがある。それらは時にアンチ・リメリックス（anti-limericks）と呼ばれる。
次の例は、理由は不明だが、行の音節の数を変えることで本来のリメリックの構造を転覆させている。
There was a young man from Japan
Whose limericks never would scan.
When asked why this was,
He answered "because
I always try to fit as many syllables into the last line as ever possibly I can."
大意「日本から来た青年がおりまして/一度もリメリックを韻律的に朗読したことがありません/なぜかと尋ねましたらば/彼が言うには、「なぜなら/僕は最後の行にできるだけたくさんの音節をはめこもうとしてますから」」
次の例はW・S・ギルバート作と言われる、リアのリメリック詩のパロディで、リメリックの韻律を使っているが、押韻構成は故意に破壊している（「AABBB」）。
There was an old man of St. Bees,
Who was stung in the arm by a wasp;
When they asked, "Does it hurt?"
He replied, "No, it doesn't,
But I thought all the while 't was a Hornet."
大意「セント・ビーズの老人がおりまして/ハチに腕を刺された時/「痛くないかい?」と尋ねたら/彼が言うには、「いいや。/じゃがわしは、ずっとありゃあスズメバチじゃと思っとった」